# Pavel Cagaš
Pavel Cagaš (* 30. října 1963 Brno) je bývalý český hokejový brankář.

## Životopis
Cagaš se narodil 30. října 1963 v Brně. Svou profesionální hokejovou kariéru započal v Československé hokejové lize, kdy působil v klubu HC Vítkovice. Chvíli hrál také HC Litvínov a od roku 1992 v HC Olomouc. S Olomoucí získal titul v prvním ročníku samostatné české ligy. Na německé hokejové scéně se poprvé objevil jako brankář klubu Kassel Huskies, kde působil mezi lety 1996 až 1998. Poté se vrátil zpět do Česka, ale v sezóně 1998/99 přestoupil z HC Slezan Opava do klubu Adler Mannheim, který nakonec vyhrál ligu a Cagaš získal titul mistra Německa. Následně se na chvíli vrátil zase do Česka a hrál za tým AZ Heimstaden Havířov, alu již v sezóně 1999/00 podepsal smlouvu s Hannover Scorpions. V sezóně 2001/02 hrál znovu za AZ Heimstaden Havířov, v roce 2003 přestoupil do klubu Fischtown Pinguins Bremerhaven a na konci téhož roku oznámil konec kariéry.
V české reprezentaci nastoupil ke čtyřem utkáním.

## Weblinks
- Pavel Cagaš – statistiky na Elite Prospects (anglicky)
- Pavel Cagaš – statistiky na Hockeydb.com (anglicky)